# Pecos (Texas)
Pecos is een plaats (city) in de Amerikaanse staat Texas, en valt bestuurlijk gezien onder Reeves County.

## Demografie
Bij de volkstelling in 2000 werd het aantal inwoners vastgesteld op 9501.
In 2006 is het aantal inwoners door het United States Census Bureau geschat op 8118, een daling van 1383 (-14,6%).

## Geografie
Volgens het United States Census Bureau beslaat de plaats een oppervlakte van
18,9 km², geheel bestaande uit land.

## Plaatsen in de nabije omgeving
De onderstaande figuur toont nabijgelegen plaatsen in een straal van 40 km rond Pecos.